# William Cavendish, Conde de Burlington
William Cavendish, Conde de Burlington (nascido em 6 de junho de 1969) é o filho e herdeiro do 12.º Duque de Devonshire. Ele foi titulado Conde de Burlington antes da sucessão de seu pai ao Ducado de Devonshire, e não assumiu o título Marquês de Hartington, que tradicionalmente era conferido aos herdeiros do ducado.
Lorde Burlington foi educado em Eton College e atualmente é um fotógrafo, trabalhando profissionalmente com o nome de Bill Burlington.
Em 23 de dezembro de 2006, seu noivado com Laura Montagu (ex-esposa do Honorável Orlando Montagu, o filho mais jovem do 11.º Conde de Sandwich) foi anunciado pelo The Times. O casal se casou em 31 de março de 2007, mas o casamento não foi anunciado até o início de agosto. Eles têm dois filhos, uma filha e um filho:
- Lady Maud Cavendish (nascido em março de 2009)
- James Cavendish, Lord Cavendish (nascido em 12 de dezembro de 2010) - o segundo na linha de sucessão ao ducado de Devonshire